# Es ist nichts Gesundes an meinem Leibe, BWV 25
Es ist nichts Gesundes an meinem Leibe, BWV 25 (No hi ha res indemne al meu cos), és una cantata religiosa de Johann Sebastian Bach per al catorzè diumenge després de la Trinitat, estrenada a Leipzig el 29 d'agost de 1723.

## Origen i context
D'autor anònim, el llibret comença amb un versicle del salm (38, 4) i acaba amb l'última estrofa de l'himne Treuer Gott, ich muss klagen de Johann Haermann de l'any 1630. Basat en l'evangeli del dia, Lluc (17, 11-19), relata la curació que Jesús fa de deu leprosos,i hi descriu una situació pessimista de l'home, conseqüència de què el pecat produeix la malaltia, que només el poder taumatúrgic de Jesús pot remeiar. Les altres dues cantates conservades per a aquest diumenge són la BWV 78 i la BWV 17.

## Anàlisi
Obra escrita per a soprano, tenor, baix i cor; clarí, tres trombons, dues flautes de bec, dos oboès, corda i baix continu. Consta de sis números.
1. Cor: Es ist nichts Gesundes an meinem Leibe (No hi ha res indemne al meu cos)
2. Recitatiu (tenor): Die ganze Welt ist nur ein Hospital  (El Món sencer és un hospital)
3. Ària (baix): Ach, wo hol ich Armer Rat? (Ai las! Pobre de mi, on cercar ajut?)
4. Recitatiu (soprano):  O Jesu, lieber Meister (Oh Jesús, el meu estimat Mestre)
5. Ària (soprano):  Öffne meinen schlechten Liedern (Jesús, atansa als meus pobres cants)
6. Coral: Ich will alle meine Tage (Vull consagrar tots els dies de la meva existència)

El cor inicial, una obra mestra, s'obre amb una introducció de quatre compassos de la corda amb els oboès i el baix canta la primera frase del coral Herzlich tut mich verlangen de Hans Leo Hassler (1601), que enllaça amb un bloc fugat del cor. Sobre una disposició tan complexa, un cor a quatre veus de flautes, clarí i trombons entona les dues primeres frases del coral de la Passió segons Sant Mateu. A aquest cor tan impressionat el segueixen, per ressaltar el contrast, tres números acompanyats només pel continu, dos recitatius i una ària de baix amb ritme sincopat. El contrast apareix de nou en l'ària de soprano, número 5, que recupera l'acompanyament orquestral, sense el metall, amb un aire de dansa, en concret un minuet. El coral final, sobre la cèlebre melodia Freu dich sehr, o meine Seele, coneguda des del segle xv, es dedica aquí a l'acció de gràcies, d'acord amb el tema principal de l'evangeli. Té una durada aproximada d'un quart d'hora.

## Discografia seleccionada
- J.S. Bach: Das Kantatenwerk. Sacred Cantatas Vol. 2. Nikolaus Harnoncourt, Wiener Sängerknaben & Chorus Viennensis, Hans Gillesberger (director del cor), Concentus Musicus Wien, Kurt Equiluz, Max van Egmond. (Teldec), 1994.
- J.S. Bach: The complete live recordings from the Bach Cantata Pilgrimage. CD 40: Abbaye d'Ambronay; 24 de setembre de 2000. John Eliot Gardiner, Monteverdi Choir, English Baroque Soloists, Malin Hartelius, Robin Tyson, James Gilchrist. (Soli Deo Gloria), 2013.
- J.S. Bach: Complete Cantatas Vol. 7 . Ton Koopman, Amsterdam Baroque Orchestra & Choir, Lisa Larson, Gerd Türk, Klaus Mertens. (Challenge Classics), 2004.
- J.S. Bach: Cantatas Vol. 13. Masaaki Suzuki, Bach Collegium Japan, Yukari Nonoshita, Gerd Türk, Peter Kooij. (BIS), 2000.
- J. S. Bach: Church Cantatas Vol. 8. Helmuth Rilling, Gächinger Kantorei, Bach-Collegium Stuttgart, Arleen Augér, Adalbert Kraus, Philippe Huttenlocher. (Hänssler), 1999.